# 死刑囚
死刑囚（しけいしゅう）とは死刑判決が確定した囚人。身柄を拘置所に収容され死刑が執行される。また死刑は自らの生命と引換に罪を償う生命刑とされることから、執行されるとその称は「元死刑囚」となる。刑事施設法など日本の法令では死刑確定者と呼ばれる。
21世紀初頭現在、国連総会で採択された自由権規約第2選択議定書（死刑廃止議定書）の影響もあり、死刑廃止国も多いため死刑囚が現在も存在する国は限られてきている。

## 日本における死刑囚

### 死刑確定者
日本の法令、すなわち刑事収容施設及び被収容者等の処遇に関する法律（平成17年5月25日法律第50号）等の法令では、死刑囚のことを「死刑確定者」と称する。

### 死刑執行手続き
日本における死刑囚に対する刑の執行は法務大臣の命令によらなければならない（刑事訴訟法第475条第1項）。法律上、特別な理由のない限り、死刑判決が確定してから6か月以内に死刑が執行されなければならない（同法同条第2項）。ただし、実際には、一種の努力目標とされており、判例で6か月以内の執行は法的拘束力のない訓示規定とされている。また「当該命令から5日以内に執行する（476条）」と規定している。1960年以降に確定後6か月以内に執行された例はない。
死刑執行の法手続きは、法務省内部で「第四審」と揶揄される程に、慎重に行われる。この段階で闘病中や精神障害、妊娠中、心神喪失状態になっているなど刑の執行を停止しなければならない場合や、非常上告の有無、再審請求中、恩赦に相当するかどうかを慎重に確認されなければならないとされているため、死刑執行に障害があると判断されれば、執行は後回しになる。
また、刑事訴訟法475条2項但し書に「上訴権回復若しくは再審の請求、非常上告又は恩赦の出願若しくは申出がされその手続が終了するまでの期間及び共同被告人であった者に対する判決が確定するまでの期間は、これをその期間に算入しない。」という規定がある。
共犯者（逃亡中の場合もあり）の刑が確定していない場合や、冤罪もしくは事実認定の誤りを訴えて再審請求している場合にもまた、この6か月の期間は進行しないとされている。そのため死刑執行までの期間は自動的に進行するものではなく、個々の死刑囚の事情が関与しているといえる。また、共犯者は同時に執行されることが多い（オウム真理教事件など）。
また、法務大臣の死刑執行命令（実際には法務大臣がサインするのは死刑事件審査結果（執行相当）、執行命令書の捺印は事務方）から5日以内に執行する規定であるが、実際には「死刑執行のために上申した検事長、検事正が処刑命令を受け取った日から5日以内」と現場では解釈されている。これは死刑執行命令書を受け取ったとしても刑務所側の都合で「5日以内」に準備できない場合や、一度に同じ拘置所で複数の死刑執行命令書を受け取っても実行が難しいのが理由である。
死刑判決を受けた者の「刑の執行」は、死刑執行そのもので、執行に至るまでの身柄拘束は刑の執行ではないとして、その間は、通常刑務所ではなく拘置所に置かれる。またマスコミでは、死刑確定者を「死刑囚」と呼んでいるが、既に執行された場合や、獄中で死亡した場合、もしくは恩赦の減刑、再審による無罪確定等で死刑が取消になった場合は「元死刑囚」と呼びかえるのが普通である（なお、執行されずに無罪が確定した場合は敬称の使用もあり得る）。

### 死刑囚の収容状況
下記の表は2025年6月27日現在、各刑事施設に収容されている死刑囚の表である。
死刑囚は原則矯正局管区別に収容されることになっている為、例えば東京都内の事件で死刑が確定した場合、東京矯正管区の東京拘置所に収容されることになっている。ただし、同一事件で多数の死刑囚がいる場合、死刑囚の分散目的で別地区の刑事施設に移送されることがある。
なお、東京拘置所に収容されている死刑囚だけで日本国内のおよそ半分に相当する。また四国（高松矯正管区）に死刑執行設備がある刑事施設がないため、四国域内の事件で死刑が確定した場合は大阪拘置所に収容されることになっている。
| 管区                      | 死刑囚収容および死刑執行施設名   | 収容者総数 |
| ------------------------- | -------------------------------- | ---------- |
| 札幌矯正管区              | 札幌拘置支所（執行は札幌刑務所） | 1          |
| 仙台矯正管区              | 仙台拘置支所（執行は宮城刑務所） | 4          |
| 東京矯正管区              | 東京拘置所                       | 49         |
| 東京矯正管区              | 東日本成人矯正医療センター       | 0          |
| 名古屋矯正管区            | 名古屋拘置所                     | 10         |
| 大阪矯正管区 高松矯正管区 | 大阪拘置所                       | 20         |
| 広島矯正管区              | 広島拘置所                       | 4          |
| 福岡矯正管区              | 福岡拘置所                       | 17         |
| 全国合計                  | 全国合計                         | 105        |

### 再審で無罪になった死刑囚
| 事件名（氏名）         | 事件発生年月日 | 逮捕年月日     | 死刑判決確定日 | 再審無罪判決日 | 再審判決確定日 | 拘置期間   |
| ---------------------- | -------------- | -------------- | -------------- | -------------- | -------------- | ---------- |
| 免田事件（免田栄）     | 1948年12月29日 | 1949年01月13日 | 1951年12月25日 | 1983年07月15日 | 1983年7月28日  | 34年06か月 |
| 財田川事件（谷口繁義） | 1950年02月28日 | 1950年04月01日 | 1957年01月22日 | 1984年03月12日 | 1984年3月27日  | 33年11か月 |
| 島田事件（赤堀政夫）   | 1954年03月10日 | 1954年05月24日 | 1960年12月15日 | 1989年01月31日 | 1989年2月15日  | 34年08か月 |
| 松山事件（斎藤幸夫）   | 1955年10月18日 | 1955年12月02日 | 1960年11月01日 | 1984年07月11日 | 1984年7月16日  | 28年07か月 |
| 袴田事件 （袴田巌）    | 1966年 6月30日 | 1966年 8月18日 | 1980年12月12日 | 2024年 9月26日 | 2024年10月9日  | 58年 1か月 |

## アジアで収監されている日本人死刑囚
中華人民共和国成立後に、同国で初めて処刑された刑事犯として毛沢東の暗殺を企てたとされる山口隆一の例がある。山口は北京市で1951年8月17日にイタリア人とともに処刑されたが、物的証拠といえば廃品同様の骨董品だった迫撃砲と放物線らしきものが書かれた天安門のスケッチであり、実際に暗殺計画があったかが疑問とされている。
中華人民共和国では人命が損なわれない犯罪に対しても死刑を幅広く規定しているが、麻薬犯罪に覚醒剤50グラム以上の密輸に対し「懲役15年もしくは無期懲役ないしは死刑」と規定している。2008年7月1日当時、日本人4人の死刑囚がいた。いずれも、中国から日本に覚醒剤を持ち込むための「運び屋」であったとみられているが、中国当局に検挙され、裁判で執行猶予のない死刑が確定している。これは中国では日本における死刑存置論者が死刑存続の理由としている「犯罪抑止力」を全ての犯罪に適用しているためである。中国当局は2010年4月に日本人死刑囚の死刑執行を行ったが、日本において人命の奪われていない犯罪に対する刑罰としては厳しすぎるといった指摘や、そもそも中国の司法制度に数多くの不透明があるという指摘もある（詳細は2010年中国における日本人死刑執行問題を参照）。2009年7月下旬にも日本人の「運び屋」と見られる2名が拘束され、2013年8月に両名とも死刑が確定した。2014年7月25日、内1名に死刑執行。1972年の日中国交正常化後、中国において死刑を執行された日本人は5人目となる。もう1名については執行猶予が付けられているものとみられ、同時に執行されなかった。
2015年6月下旬、覚醒剤を売買したとして死刑判決が確定していた氏名不詳の日本人（60歳代・男）の死刑が広東省の広州市にて執行された。日中国交正常化後、中国において死刑を執行された日本人は6人目となる。2010年・2014年の事例同様、執行数日前に中国側から日本側に事前告知があった。6月中旬に広州の裁判所から広州日本総領事館に刑執行の事前連絡があり、北京日本大使館は中国外務省に「高い関心」を伝えた。死刑を執行された日本人は2010年、広東省で覚醒剤約3キログラムを売買したとして他の日本人と共に拘束され、2013年に死刑判決が確定していた。薬物の売人らと見られるが、容疑者の氏名、事件の内容、裁判経過等については詳細が明らかになっていない。中国では覚醒剤密輸・売買等の犯罪については50グラム以上であれは中国国民・外国人を問わず極刑に処している。
2015年7月現在、中国において薬物犯罪を問われ拘束・服役している日本人は43人おり、うち麻薬運搬罪に問われた元愛知県稲沢市議会議員（2022年11月、無期懲役判決確定）ら半数以上が広東省の警察・司法当局に拘束されている。43人のうち執行猶予付きの死刑判決を受けた者が1名（2014年7月に死刑を執行された上記の日本人の共犯）いる。
中国以外でも麻薬犯罪で死刑囚となった日本人にマレーシアで拘束された当時35歳の元看護士の女性がいる。彼女は2009年11月に4.7キログラムの覚醒剤を隠し持っていたとして麻薬密売目的所持の現行犯で逮捕され、2015年10月に死刑が確定した（その後、2023年7月には殺人やテロなど11の重罪で有罪になった場合に自動的に死刑となる制度が廃止され、同年9月12日には過去の死刑判決を見直す法律が施行されたことで、2024年5月29日に開かれたマレーシア連邦裁判所の再審により、禁錮30年へ減刑されている）。シンガポールなどでも中国同様麻薬犯罪は厳罰である。
フィリピンでは、1994年に麻薬密輸を企てたとして日本人が拘束され、死刑判決が出されている。その後フィリピンでは死刑制度が廃止されたため、死刑から無期懲役に減刑されたが同国の刑務所の収監費用は囚人負担であるほか、本人は麻薬だと知らずに友人から渡されたと冤罪を主張している。なお、彼は獄中で結婚し子供をもうけたほか、2010年に国外退去処分となり妻子とともに帰国した。
外務省によれば東南アジアで麻薬犯罪で死刑判決が言い渡された日本人は数人いるが、いずれも減刑されたため死刑が執行された者はおらず、第二次世界大戦後、中国の例を除けば刑事事件で有罪になり死刑が執行された日本人はいないという。

## アメリカ合衆国における死刑囚
アメリカ合衆国はいわゆる民主主義国家では世界で最も死刑判決と執行の多い国である。そのため世界最多の未執行死刑囚のいる国である。一時期死刑制度が廃止になっていた時期もあるが、1976年以降復活しており、2025年1月現在、連邦と軍隊と27州が法律上死刑制度を採用している。1977年から2024年12月19日まで全米で1,607人が執行され、その内の約88.6%に当たる1,424人が薬殺刑によって執行され、残りの薬殺刑以外の死刑執行においては約89.1%が電気椅子である。2024年10月1日時点で未執行の死刑囚が 2,180人いる。2024年1月1日時点において、死刑囚の人種別では、42.02%が白人、14.08%はラテン系、41.04%%が黒人、1.02%がネイティブアメリカン、1.83%がアジア系であった。また、平均収監年数は年々長期化しており、2024年時点で22年5ヵ月である。
2018年4月19日、83歳の死刑囚の刑が執行され、死刑執行時の年齢が判明している死刑囚で第一次世界大戦終戦以降で刑が執行された最高齢の死刑囚となった。また、死刑囚の高齢化は進んでおり、60歳以上の死刑囚が1996年で39人であったが、2019年時点で574人と増加している。

## ヨーロッパにおける死刑囚
欧州諸国はベラルーシを除き死刑は廃止されている（ベラルーシを除く欧州諸国で最後に廃止したラトビアでは1999年に戦時における死刑以外が廃止され、2012年1月1日に完全に廃止された。）。

## 中華人民共和国における死刑囚
中華人民共和国では、死刑判決が出たら即日や、1ヶ月以内に死刑執行となる流れが多い。